# Mamonaheng Mokitimi

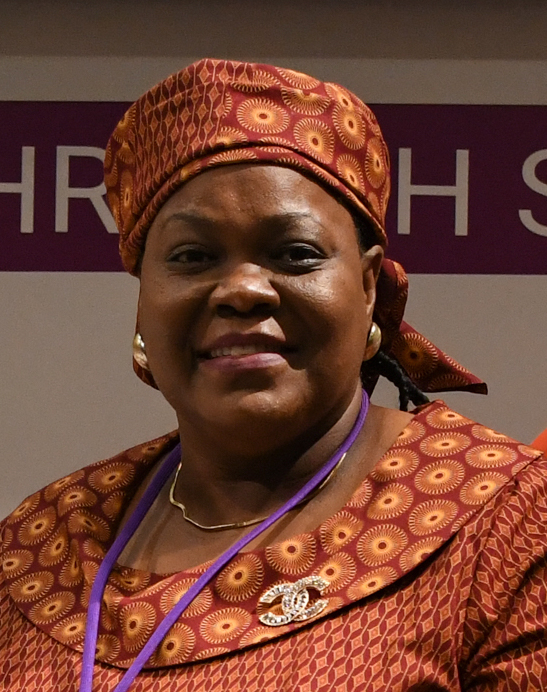
Imagem de Mokitimi em 2019

Mamonaheng Mokitimi é uma política do Reino do Lesoto que serve actualmente como Presidente do Senado do Reino do Lesoto, cargo que ocupa desde 2017.